# 7390 Кундера
7390 Кундера (7390 Kundera) — астероїд головного поясу, відкритий 31 серпня 1983 року.
Тіссеранів параметр щодо Юпітера — 3,374.